# Dapanoptera virago
Dapanoptera virago là một loài ruồi trong họ Limoniidae. Chúng phân bố ở miền Australasia.